# 中国空军史

## 清末

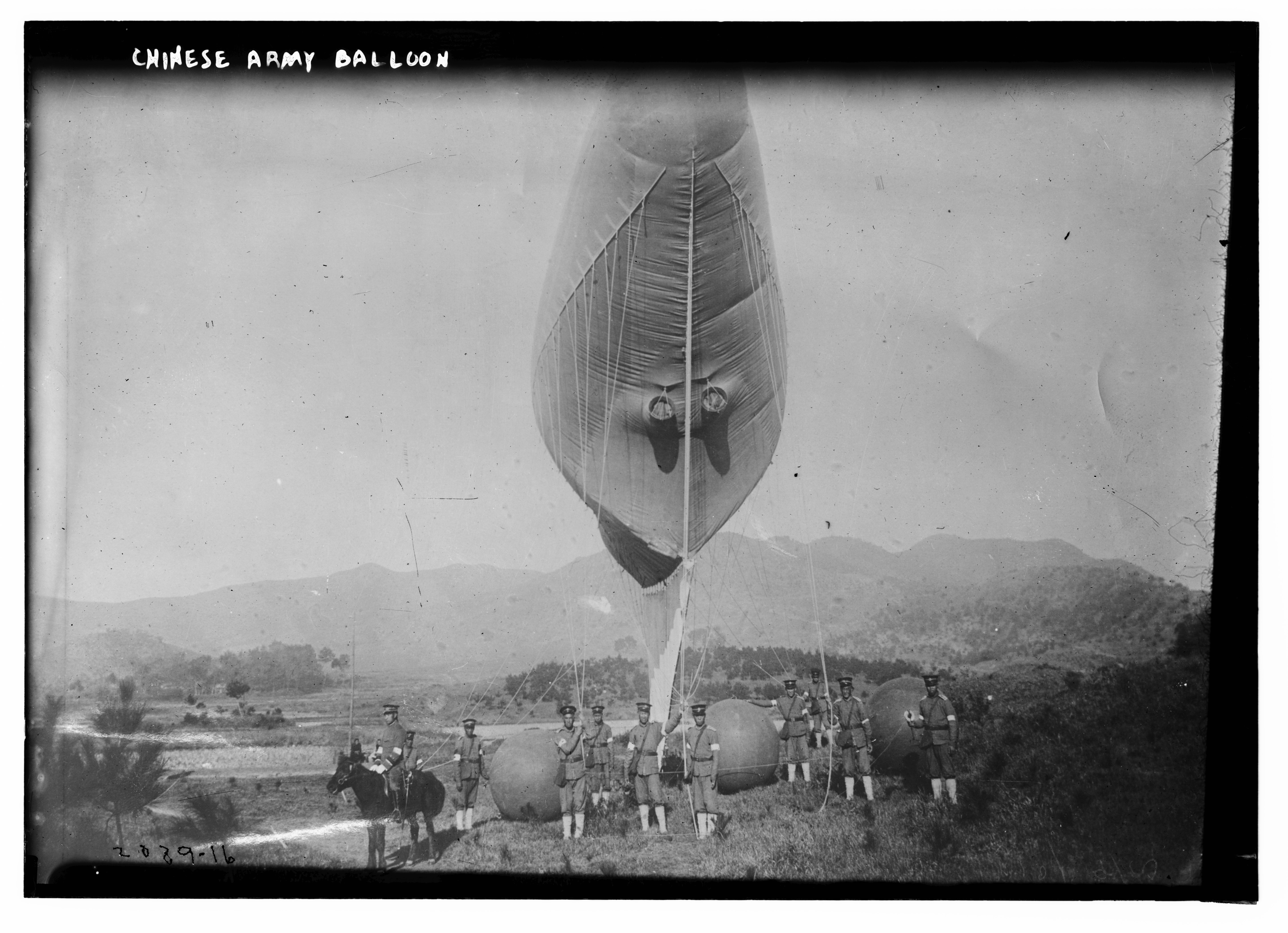
江蘇陸軍第9鎮氣球偵察隊-「山田」式偵察氣球

1840年鸦片战争后，航空器相关的知识开始传入中国。魏源的《海国图志》和志刚的《初使泰西记》中均有欧洲国家氢气球（时称“天船”）的介绍。1885年中法战争期间，法军曾使用气球进行侦察。1901年，《皇朝經濟文編》刊載《飛機考》，作為中國最早介紹飛機的文章。
1904年日俄战争在中国东北地区爆发，交战的日俄两国均有气球队参战，清政府终于注意到气球在军事中的应用。1905年，湖廣總督張之洞從日本購進两架個山田式偵察氣球。該型氫氣球為橢圓形，直徑3米、長10米，人在空中利用旗語或籃中的電話和地面聯繫，有指揮、偵察及傳遞信息的作用，作為新式軍械，曾在武昌閱馬場東兵營演放。
1908年1月2日，湖北陆军第八镇氣球隊成立，工兵營營長王永泉兼隊長，並聘日籍教練，配備山田式氣球一只，为中国第一支空中部队。江蘇陸軍第九鎮氣球隊于同年5月，直隸陸軍第四鎮氣球隊于同年6月相繼成立，分別由工兵營營長鄧質儀、高凝辰兼任隊長，各有1具山田式氣球。1908年10月，自“河間秋操”、“彰德秋操”之後，清廷又在安徽太湖籌劃了“太湖秋操”。清廷派陸軍部右侍郎蔭昌、兩江總督端方為檢閱大臣，以檢閱南洋地區包括湖北第8鎮、江蘇第9鎮、安徽第31混成協等各鎮新軍編練成效。這次演習中的特色是首次使用氣球。新成立的氣球偵察隊奉命參加操練，施放偵察氣球。
1909年，清廷軍咨處、海軍處、陸軍部正式頒布《陸軍氣球預備法》，制定了購買氣球、培養人才、各省組織氣球偵察隊等規定。同年2月，陸軍大學堂編印了《氣球學》，講授氣球升空的原理，並教授士兵如何操控氣球。1910年2月，军咨府大臣载涛率团出国考察军事，考察團成員徐元甫、田凱亭曾乘坐軍用熱氣球,並實施了無地面纜繩的空中飄行，成為最早乘坐自由氣球飛行的中國人。载涛在回国后积极倡导航空事业，1910年，清政府在北京南范毅军部设立中國最早的航空机关，為中國空軍的開端，派留日学航空的李宝浚、刘佐成试制飞机，并购法国桑麻式飞机1架作参观和仿效之用。1911年辛亥革命后，清朝空军末能来得及建成，清王朝便寿终正寝。

## 中華民國

### 北洋政府时期

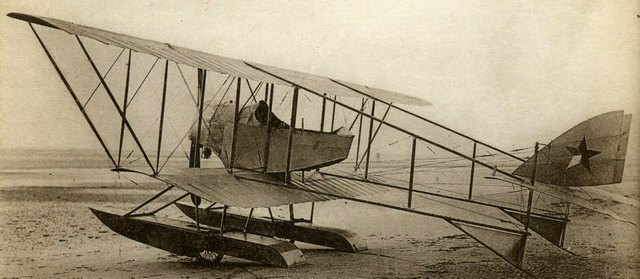
北洋政府空軍-高德隆G3教練機

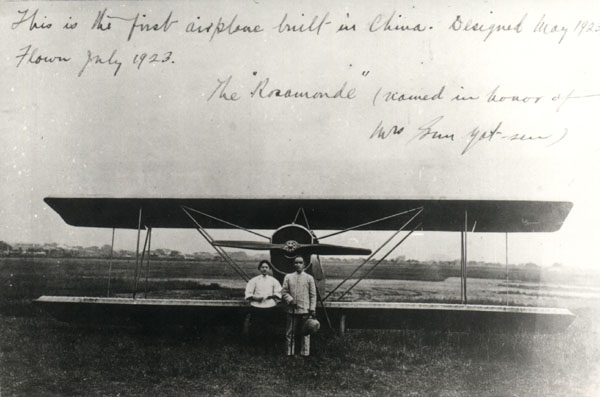
樂士文號（孫中山和宋慶齡）中國自行設計生產的以（Rosamonde，宋慶齡的英文名）命名的第一架軍用飛機

- 1913年，成立南苑航空學校以及附設修理工廠，购买法国高德隆式戰機 （页面存档备份，存于）12架，最大時速96千米，起飛距離100米，正式组建空军。

- 1913年，北洋政府陸軍部於北京設立「航空研究所」。[4]

- 1913年開始正式將飛機用於軍事。當時蒙古發生動亂，北洋政府派出一架飛機到多倫偵察兼示威。[5]

- 1914年4月展開第一次空襲行動，為北洋政府對白朗起義軍的鎮壓。南苑航校校長秦國鏞親率4架飛機轟炸白朗軍，然其效用不明。[5]

- 1915年，南苑附設修理工廠用外國發動機設計製造發動機後置型的陸上飛機。

- 1917年6月张勋复辟时，段祺瑞曾经派飞机轰炸过紫禁城與張勛住宅及豐台兵營。此后空军在内战如直奉战争中频频显露身手。

- 1918年，北洋政府海軍部於福州船政局創辦海軍飛機工程部，為第一個正規的中國軍用飛機工廠。

- 1918年，北洋政府海軍部在福建馬尾成立飛潛學校，為製造海軍飛機和培養相關人才的先驅。

- 1920年以後，各地军阀纷纷组建自有的航空學校或航空隊，以及軍械或機械班，從而培養人才。

- 1921年，中華航空協會成立。

- 1922年，上海江南造船所建成世界上第一個浮動廠棚（水上機場）。

- 1923年，北京航空協會成立。

- 1924年，北洋政府航空署成立「北京航空學校」。[4]

- 1925年，廣東航空同志會成立。[6]

### 南京國民政府时期

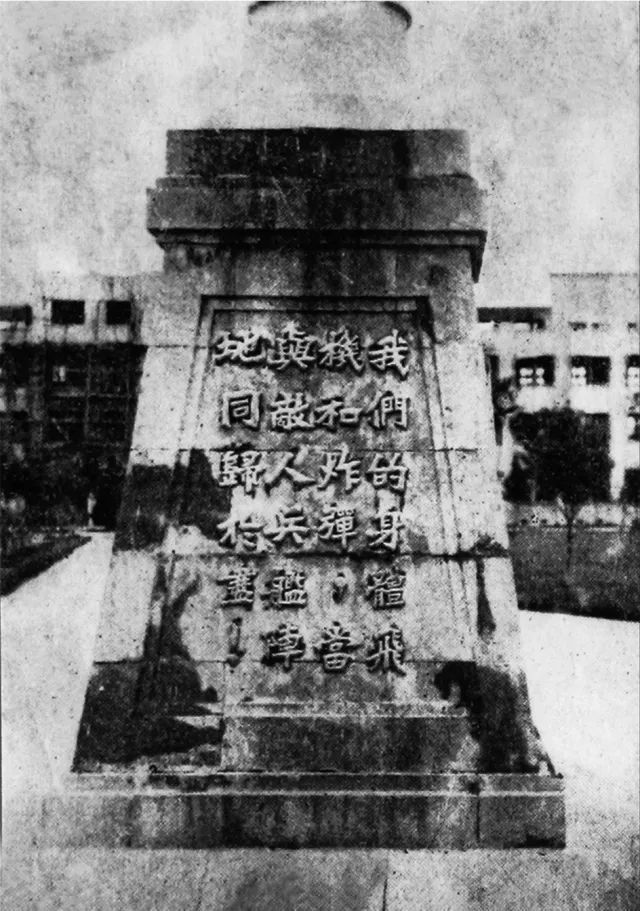
中央航空學校校園內的校訓碑

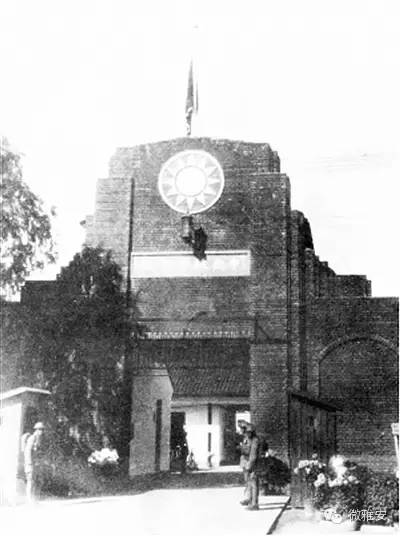
1938年之前，筧橋中央航空學校校門

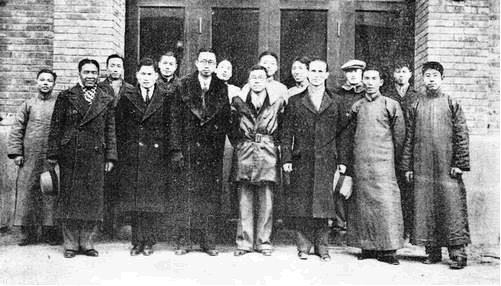
1936年清華大學航空工程組全體師生，左四為莊前鼎教授。

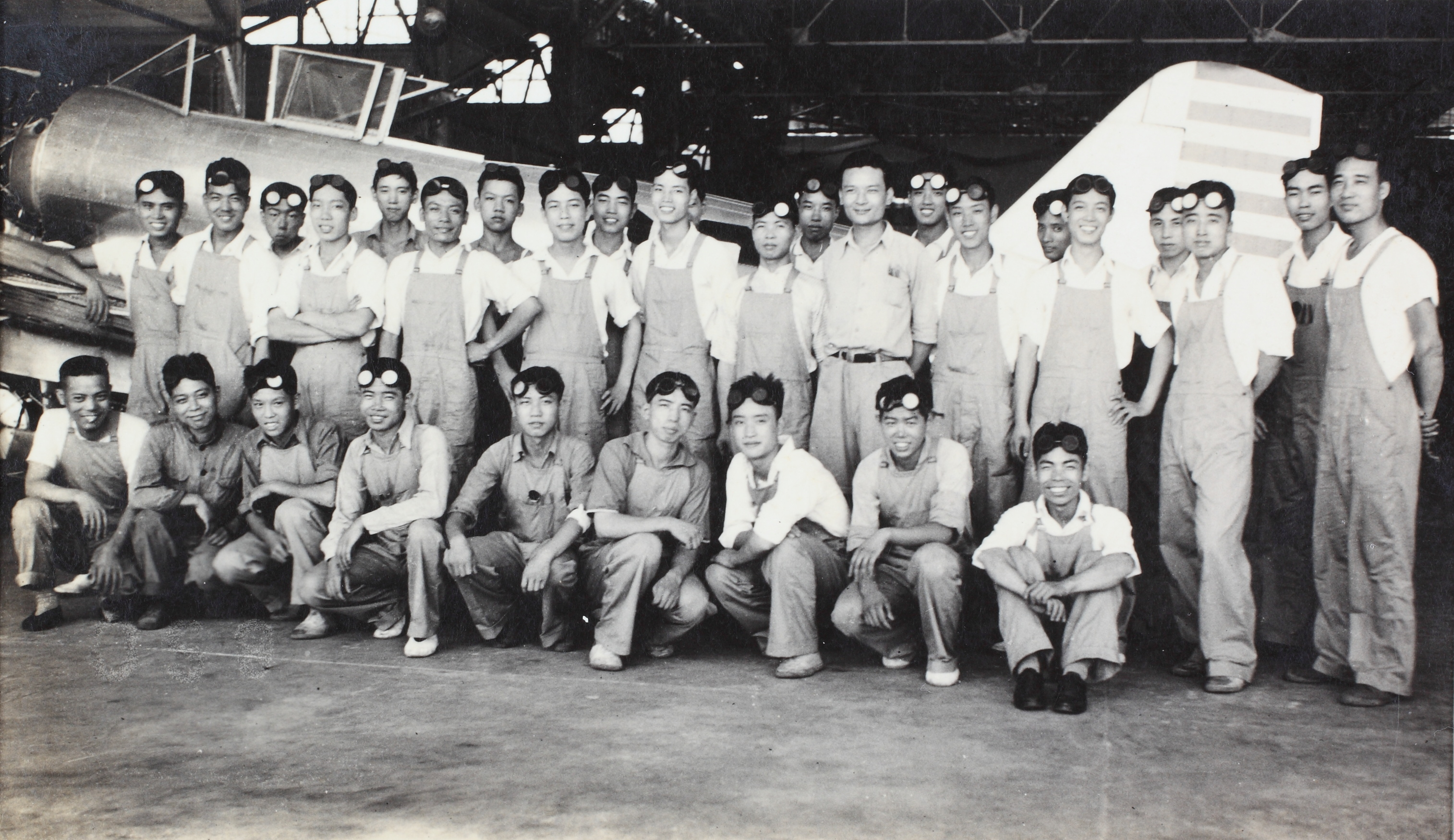
1936年，中央杭州飛機製造廠焊接工與 諾斯洛普 Gamma 2E 輕轟炸機前留影

- 1928年 南京國民政府中央陸軍軍官學校於南京創立航空班。

- 1931年 航空班遷至杭州筧橋，航空班擴編改制為航空學校，並由德籍顧問協助各項飛行訓練工作。军政部航空署也从南京迁到杭州梅东高桥，作为航校的上级机构。署长先是黄秉衡，后是葛敬恩兼代航校校长、徐培根。

- 1932年 更名為「中央航空學校」，校址定於杭州筧橋。

- 1934年將军政部航空署改組為航空委員會，主責空軍發展。由杭州迁到南昌。主任徐培根，意大利顾问团总顾问劳地少将。南昌机场大火后，粤系的陈庆云继任。1936年春，军事委员会和航空委员会都迁到南京，周至柔继任航空委员会主任，军事委员会委员长兼任航空委员会的委员长，宋美龄为航空委员秘书长。第一处处长沈德燮（日语：沈徳燮）、副处长欧阳璋；第二处处长黄秉衡、副处长刘芳秀；第三处处长曹宝清；第四处处长王承黻：第五处处长王家骧；建筑科科长邝；参事室参事赵云鹏、姚锡九等；秘书室中文秘书蔡竹屏、机要及财务秘书周鸣湘、俄文秘书李仲武；顾问室。

- 1936年清華大學成立航空研究所，中日戰爭中和西南聯大航空系合併成立航空研究院。

- 1937年正式制訂空軍軍旗樣式，原直屬於陸軍總司令部的空軍自此成為獨立軍種。[4]

- 1937年淞沪会战，中國空軍在時任空軍前敵總司令部防空總臺長陳一白少将用无线电精确指挥下，第一次击落外国战机，称为八一四空战，以后8月14日被命名为空军节。

- 1937年10月美國人舒米德（Vincent Schmidt）來中國參與中國空軍，陸續有各國飛行員加入，並在漢口組織編空軍第14隊。後因該隊的指揮問題，政府於1938年3月裁撤。[7][8]

- 1938年4月政府以半年為期，雇用法籍飛行員組成空軍第41隊，因軍紀及作戰表現於同年10月起解聘。[4]

- 抗戰爆發後遷至雲南昆明，並於1938年正式定名為「空軍軍官學校」。

- 抗战中，中國空軍大量接受苏联和美国的军事援助，并且组建了苏联航空志愿队和美國志願大隊飛虎隊有力的支援了抗战。美國志願大隊改制為美軍陸航的第十四航空隊，曾於1943年11月25日以超低空飛行越過台灣海峽，突襲日本陸航新竹基地，摧毀日軍陸航各式戰機達50至60餘架。對日抗战期间，中國空軍出现出一批王牌飞行员包括高志航、李桂丹、樂以琴、陳瑞鈿、刘粹刚、柳哲生、王光复等。

- 1938年5月19日下午3时，中國空軍徐煥升、佟彦博驾兩架B-10由漢口起飛，陳衣凡駕僅剩最後一架He 111A轟炸機擔任後勤支援運輸，向日本熊本和福岡等大城市投下傳單，向日本國民揭露有關日軍在華侵略，最後三機安全返回。此事不單轟動全中國，也上了英美報紙新聞，美國報章更登出日機在中國狂轟濫炸的相片作為比較。這是中國空軍第一次跨国境任务。

- 抗戰勝利後「空軍軍官學校」遷回筧橋，之後因國共內戰爆發，「空軍軍官學校」於1949年隨國民政府撤退至台灣，並於高雄縣岡山鎮（今高雄市岡山區）現址復校。

- 1941年美國宣戰並協助中國空軍作戰以後，曾多次派機轟炸臺灣，並有部分美機在台墜落，飛行員遭日軍逮捕成為俘虜，戰後政府即要求駐台日軍善後連絡部部長安籐利吉呈報被俘虜的飛行員狀況。[4]

## 中華民國空軍
1949年中華民國政府遷台後，由於海島環境，空軍成為較受重視的軍種。不時添購戰機，亦曾多次擊退來犯之共軍。主要知名飛官有歐陽漪棻等。

中華民國空軍标志 (1928年 - 1991年)[9][10][11]
中華民國空军标志 (1928年 - 1991年)
1937年－1948年的中華民國空軍旗[12]

### 引用
1. 1 2  . 福建教育出版社. 2002: 467–473頁  [2019-02-15]. ISBN 978-7-5334-3531-8. （原始内容存档于2019-02-15）.
2. ↑  中国航空工业史编修办公室. . 2013-11-01: 28  [2019-02-15]. ISBN 978-7-5165-0261-7. （原始内容存档于2019-02-20）.
3. ↑  .   [2016-05-18]. （原始内容存档于2013-07-21）.
4. 1 2 3 4 5  .   [2015-07-17]. （原始内容存档于2015-07-20）.
5. 1 2  .   [2015-07-16]. （原始内容存档于2015-07-16）.
6. ↑  . 福建教育出版社. 2002: 467–468頁  [2019-02-15]. ISBN 978-7-5334-3531-8. （原始内容存档于2019-02-15）.
7. ↑  Jack Samson. . Lyons Press. 2011-12-20: 36  [2019-02-15]. ISBN 978-0-7627-9543-7. （原始内容存档于2019-02-20）.
8. ↑  Robert E. van Patten. . Air Force Magazine. June 1999  [2019-02-15]. （原始内容存档于2019-02-15）.
9. ↑  .   [2020-09-28]. （原始内容存档于2016-03-04）.
10. ↑  . Airliners.net.   [2021-10-17]. （原始内容存档于2021-02-04）.
11. ↑  .   [2020-09-28]. （原始内容存档于2016-03-05）.
12. ↑  .   [2016-02-01]. （原始内容存档于2016-02-07）.